# 男歌〜cover song collection〜
『男歌〜cover song collection〜』（おとこうた カバー・ソング・コレクション）は、島谷ひとみのカバーコンセプト・アルバム。2007年12月5日にavex traxから発売された。

## 解説
島谷ひとみ初のカバーコンセプト・アルバム。全曲が男性ヴォーカリストの曲のカバーながら、女性の目線で歌い、男性からの投げかけに対するアンサーソングの意味合いを込めたアルバムとなっている。2010年に第2弾となる『男歌II〜20世紀ノスタルジア〜』がリリースされた。
「CDのみ」の形態では「亜麻色の髪の乙女 <男歌 version>」を収録。「CD+DVD」のDVDは、スタジオライヴ映像を収録。レコーディング・スタジオにてバンド・メンバーと共に撮影したドキュメンタリーとMVを兼ね備えた映像集。

## 収録トラック
CD
1. 悲しみにさよなら [5:03]（安全地帯）
作詞：松井五郎、作曲：玉置浩二、編曲：中野雄太
2. 恋しくて [4:10]（BEGIN）
作詞・作曲：BEGIN、編曲：安部潤
3. レイニー ブルー [4:51]（徳永英明）
作詞：大木誠、作曲：徳永英明、編曲：中野雄太
4. ESCAPE [4:34]（MOON CHILD）
作詞・作曲：佐々木収、編曲：安部潤
5. キャンディ [4:06]（原田真二）
作詞：松本隆、作曲：原田真二、編曲：中野雄太
6. 月の裏で会いましょう〜LET'S GO TO THE DARKSIDE OF THE MOON（ORIGINAL LOVE）
作詞：木原龍太郎、作曲：田島貴男、編曲：中野雄太
7. Another Orion [5:19]（藤井フミヤ）
作詞：藤井フミヤ、作曲：増本直樹、編曲：中野雄太
8. 初恋 [4:21]（村下孝蔵）
作詞・作曲：村下孝蔵、編曲：前嶋康明
9. One more time, One more chance [5:37]（山崎まさよし）
作詞・作曲：山崎将義、編曲：弦一徹
10. 幸せな結末 [4:05]（大瀧詠一）
作詞：多幸福、作曲：大瀧詠一、編曲：前嶋康明
11. 言葉にできない [5:10]（オフコース）
作詞・作曲：小田和正、編曲：中野雄太
12. 奏（かなで） [4:59]（スキマスイッチ）
作詞・作曲：大橋卓弥、常田真太郎、編曲：中野雄太
13. 亜麻色の髪の乙女 <男歌 version> [4:02]（ヴィレッジ・シンガーズ）
作詞：橋本淳、作曲：すぎやまこういち、編曲：前嶋康明
「CDのみ」の形態に収録のボーナストラック

DVD
1. Another Orion
2. 月の裏で会いましょう〜LET'S GO TO THE DARKSIDE OF THE MOON
3. 幸せな結末
4. 言葉にできない
5. ESCAPE
6. キャンディ
7. 恋しくて
8. 亜麻色の髪の乙女
9. One more time,One more chance
10. レイニー ブルー
11. 悲しみにさよなら
12. 初恋
13. 奏（かなで）